# Chông

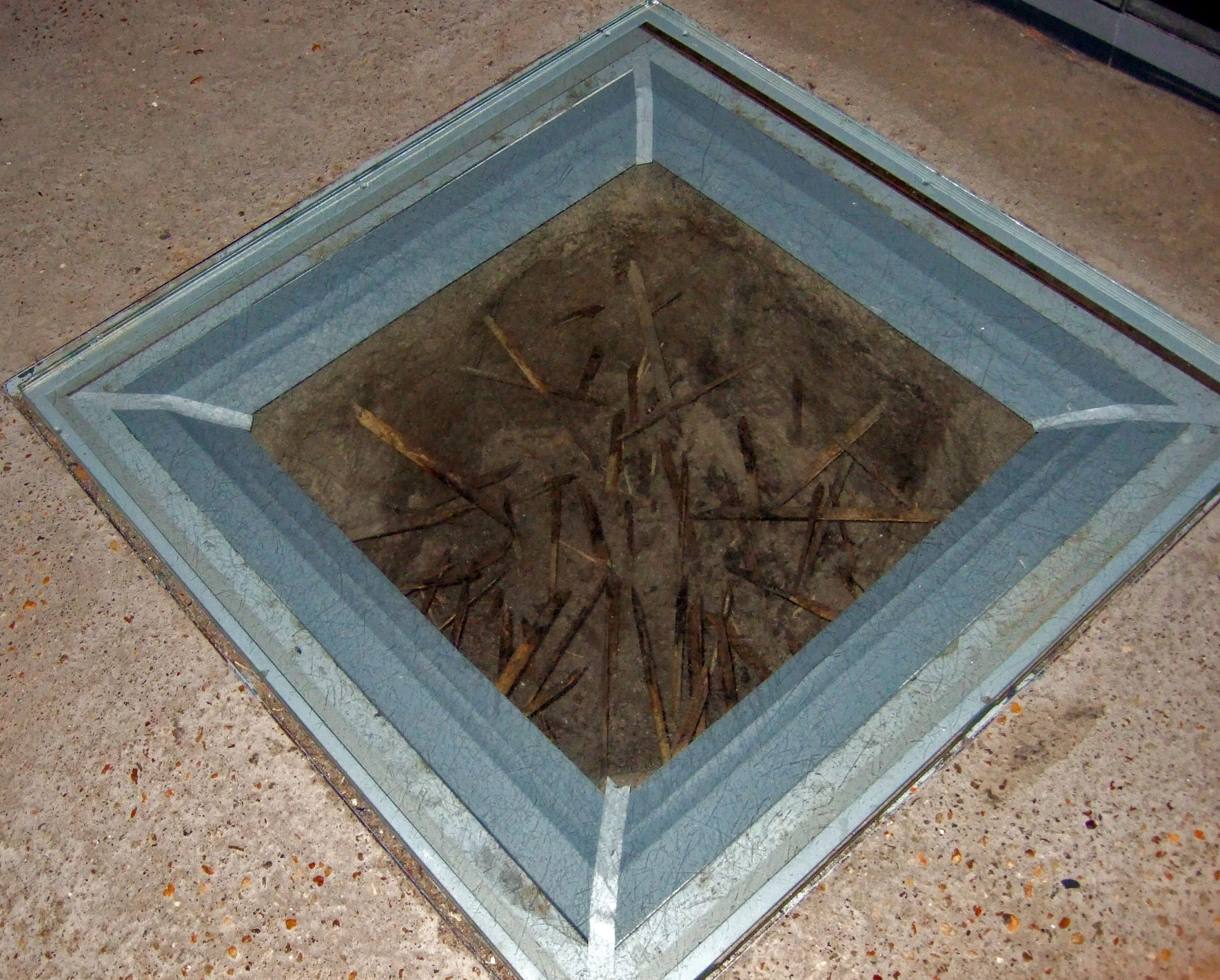
Chông được trưng bày ở Bảo tàng Thủy quân Lục chiến Quốc gia

Chông là một loại bẫy thú hoặc người. Chông được làm bằng cây tre hoặc gỗ được vót nhọn và thường được đặt thẳng đứng trong lòng đất. Chông thường được cắm ở một khu vực với số lượng lớn.
Tên gọi trong tiếng Anh là "que Punji", thuật ngữ này xuất hiện lần đầu tiên bằng ngôn ngữ tiếng Anh vào những năm 1870, sau khi Quân đội Anh dính chông trong xung đột biên giới của họ chống lại người Kachin ở phía đông bắc Myanmar (và là từ ngôn ngữ mà từ đó có nguồn gốc).

## Mô tả

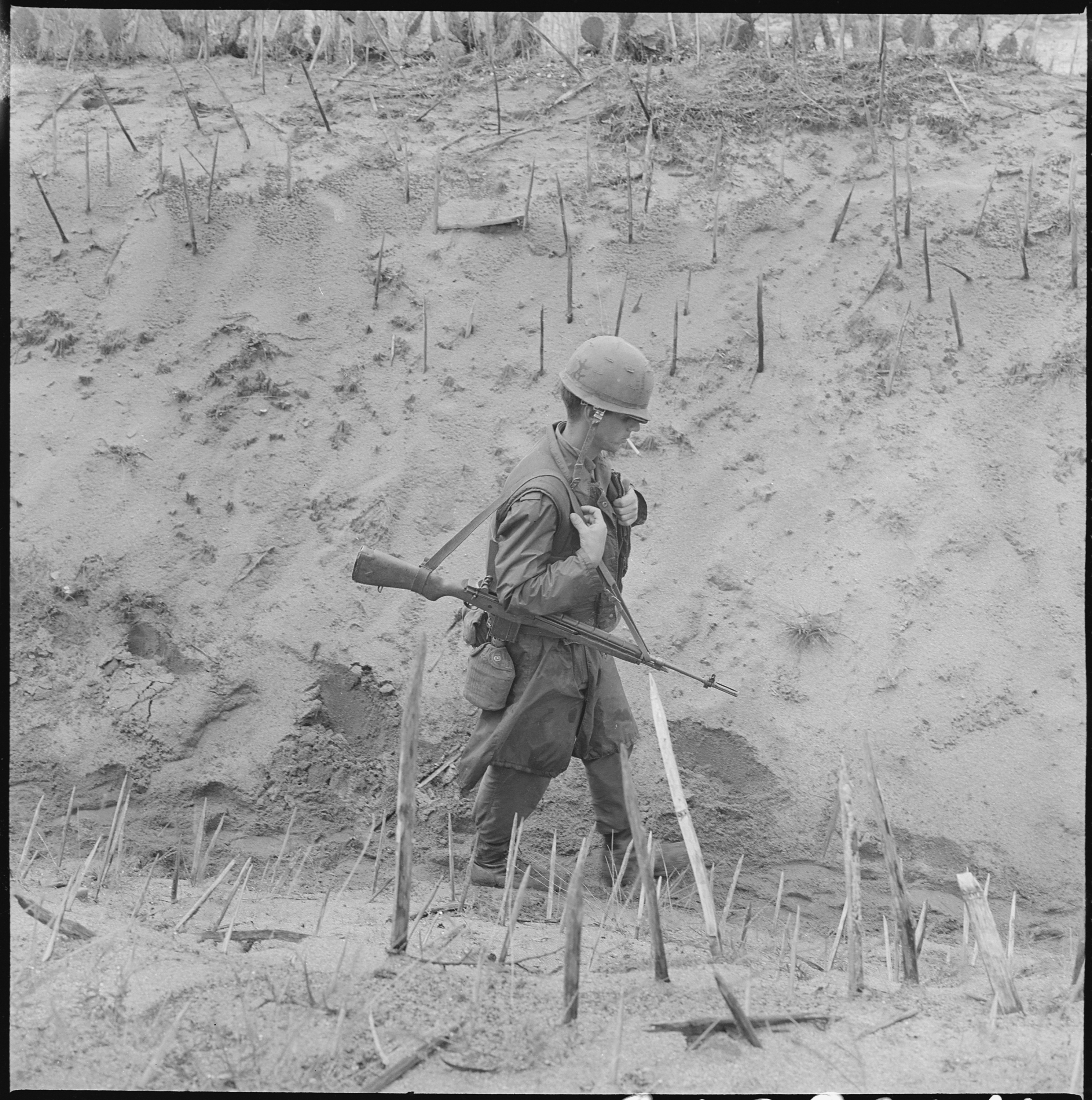
Chông được sử dụng trong chiến tranh Việt Nam, ảnh từ năm 1966

Chông được được đặt trong các khu vực có thể quân đội của đối phương sẽ đi qua. Người ta ngụy trang khu vực đặt chông bằng bụi cây tự nhiên, cây trồng, cỏ, bàn chải hoặc các vật liệu tương tự. Chúng thường được kết hợp thành nhiều loại bẫy; Ví dụ như một hố ngụy trang để một người có thể rơi xuống.
Đôi khi một hố sẽ được đào với thanh chông nhọn ở hai bên hướng xuống dưới một góc. Một người lính bước vào hố sẽ không thể nào tháo chân ra mà không gây ra trọng thương, và các chấn thương có thể xảy ra do hành động đơn giản của việc rơi xuống phía trước trong khi chân của người bị sa vào hố chông trong hố hẹp, thẳng đứng và hẹp. 
Chông đôi khi được triển khai trong việc chuẩn bị phục kích. Đầu chông đôi khi được tẩm các chất độc, da ếch độc hoặc thậm chí là phân, để gây nhiễm trùng cho kẻ thù bị thương. 
Chông thường đâm vào vùng chân hoặc chân dưới đối tượng. Chông không nhất thiết phải để giết người đã bước lên nó; Thay vào đó, chúng được thiết kế để làm vết thương cho kẻ thù và làm chậm hoặc dừng lại đơn vị của mình trong khi nạn nhân được di tản đến một cơ sở y tế.

## Chiến tranh Việt Nam
Trong chiến tranh Việt Nam, quân giải phóng miền Nam Việt Nam cũng sử dụng phương pháp này để ép người lính bị thương được vận chuyển bằng máy bay trực thăng tới bệnh viện để điều trị.
Chông cũng đã được sử dụng ở Việt Nam để bổ sung cho các biện pháp phòng vệ khác nhau như dây thép gai.